# Tanyproctus yunnanicus
Tanyproctus yunnanicus är en skalbaggsart som beskrevs av Keith 2007. Tanyproctus yunnanicus ingår i släktet Tanyproctus och familjen Melolonthidae. Inga underarter finns listade i Catalogue of Life.